# Tân Thái, Thái An
Tân Thái là một thành phố cấp huyện thuộc địa cấp thị Thái An, tỉnh Sơn Đông, Trung Quốc.
Vào thời Xuân Thu, Tân Thái là đất của nước Kỷ, sau là vùng hai nước Tề và Lỗ tranh đoạt. Đến thời Tào Nguyện, thiết lập huyện Đông Bình Dương, đến thời Tấn đổi thành huyện Tân Thái, và tên gọi này vẫn được sử dụng cho đến ngày nay. Năm 1983, huyện Tân Thái trở thành thành phố Tân Thái. Tân Thái nằm ở giữa dãy núi Thái Nghi. Thái Nghi nằm trong vùng khí hậu ôn đới bán ẩm lục địa, có bốn mùa rõ rệt, nhiệt độ trung bình năm là 13 °C.
Tân Thái là khu vực sản xuất lương thực, rau trọng yếu của tỉnh Sơn Đông. Thành phố có các đặc sản bánh kép, cần tây, hoa hiên. Tân Thái có trữ lượng 1,6 tỉ tấn than đá đã được thăm dò cùng các loại khoáng sản khác như thạch anh, đá vôi và đất sét. Nền công nghiệp thành phố bị chi phối bởi các ngành năng lượng, hóa chất, máy móc, vật liệu xây dựng.
Nhai đạo
- Thanh Vân nhai đạo (青云街道)
- Tân Phủ nhai đạo (新甫街道)
- Tân Vấn nhai đạo (新汶街道)

Trấn
| - Đông Đô trấn (东都镇) - Tiểu Hiệp trấn (小协镇) - Địch trấn (翟镇) - Tuyền Câu trấn (泉沟镇) - Dương Lưu trấn (羊流镇) - Quả Đô trấn (果都镇) - Tây Trương Trang trấn (西张庄镇) - Thiên Bảo trấn (天宝镇) - Lâu Đức trấn (楼德镇) | - Vũ Thôn trấn (禹村镇) - Cung Lý trấn (宫里镇) - Cốc Lý trấn (谷里镇) - Thạch Lai trấn (石莱镇) - phóng thành trấn (放城镇) - Lưu Đỗ trấn (刘杜镇) - Vấn Nam trấn (汶南镇) - Long Đình trấn (龙廷镇) |

Hương
- Nhạc Gia Trang hương (岳家庄乡)